# Mala Daljegošta
Mala Daljegošta je naselje u općini Srebrenica, Republika Srpska, BiH.

## Stanovništvo
Nacionalni sastav stanovništva 1991. godine, bio je sljedeći:
ukupno: 353
- Bošnjaci - 320
- Srbi - 33